# 제51회 금마장
제51회 금마장은 2014년 11월 6일에 열린 시상식이다.

## 수상 및 후보

### 장편영화상
- 블라인드 마사지 - 로예 수상

### 다큐멘터리상
- 목화와 청바지 - 하오주 수상

### 감독상
- 황금시대 - 허안화 수상

### 남우주연상
- 어 풀 - 젠빈천 수상

### 여우주연상
- 회광 소나타 - 진상기 수상

### 남우조연상
- 군중낙원 - 젠빈천 수상

### 여우조연상
- 군중낙원 - 완첸 수상

### 신인감독상
- 어 풀 - 젠빈천 수상

### 각본상
- 미팅 닥터 썬 - 역지언 수상

### 각색상
- 블라인드 마사지 - 馬英力 수상

### 촬영상
- 블라인드 마사지 - Zeng Jian 수상

### 편집상
- 블라인드 마사지 - KONG Jinlei 외 1명 수상

### 미술상
- 백일염화 - LIU Qiang 수상

### 액션감독상
- 구화영웅 - 황위량 수상

### 영화음악상
- 5일의 마중 - 진기강 수상

### 주제가상
- 기약없는 만남 - 平凡之路 수상

### 분장/의상디자인상
- 수춘도 - LIANG Tingting 수상

### 시각효과상
- 미드나잇 애프터 - TONG Ka-wai 외 2명 수상

### 음향효과상
- 블라인드 마사지 - FU Kang 수상

### 단편영화상
- 더 해머 앤 시클 아 슬리핑 - 겅준 수상

### 국제비평가협회상
- 카노 - 마지상 수상

### 관객상
- 카노 - 마지상 수상

### 신인배우상
- 블라인드 마사지 - 장뢰 수상

### 영화제작자상
- 지미 황 수상

### 평생공로상
- 톈펑 수상

### 금마장상 후보작
- 빙독 - 미디 지
- 어 풀 - 젠빈천
- 회광 소나타 - 치엔시앙
- 디자인 7 러브 - 첸헝이
- 빈관 - 신 유쿤
- 화이트 스톰 - 진목승
- 미드나잇 애프터 - 프룻 첸
- 적인걸2: 신도해왕의 비밀 - 서극
- 백일염화 - 디아오 이난
- 5일의 마중 - 장이머우
- 황금시대 - 허안화
- 틈입자 - 왕 샤오슈아이
- 애버딘 - 펑하오샹
- 승리 - 장 멍
- 구화영웅 - 곽자건
- 노 맨즈 랜드 - 닝 하오
- 일개인적무림 - 진덕삼
- 블라인드 마사지 - 로예
- 인세니티 - David Lee
- 디어리스트 - 진가신
- 카노 - 마지상
- 달콤살벌한 알리바이 - 리엔 이치
- 군중낙원 - 유승택
- 미팅 닥터 썬 - 역지언
- 섹스 어필 - 왕웨이밍
- 수춘도 - 루 양
- 노스 바이 노시스트 - 장 빙지안
- 기약없는 만남 - 한한
- 소녀 나타 - 리 샤오펑
- 십이야 - 라예
- 목화와 청바지 - 하오주
- 더 워커스 - 천 싱잉
- 더 라스트 무스 오브 아오루구야 - 구 타오
- 더 그레이트 부다 - 신 야오 후앙
- 사십세개의 계단 - 오중천
- 헤이피구 - 이 창
- 더 해머 앤 시클 아 슬리핑 - 겅준
- 자유인 - 샘 쿠아

### 메이드 인
- 타이페이의 꽃: 대만 뉴웨이브를 말하다 - 칠린 시에
- 타이페이 팩토리 2 - 조리
- 컨스피러시 - 리아오 체 이 외 1명
- 퍼스트 런치 - 왕 웨이 시우
- 언더 더 워터 - 커첸넨
- 그림자연극 - 로렌조 레시오
- 더 브라이드 - 링고 시에
- 점프 오브 오어 라이브 온 - 첸융치
- 스프링 브리즈 - 리 이산
- 앱센트 위드아웃 리브 - 라우 켁 후앗

### 마스터 클래스
- 윈터 슬립 - 누리 빌게 제일란
- 보이후드 - 리처드 링클레이터
- 리바이어던 - 안드레이 즈비아긴체프
- 실스 마리아 - 올리비에 아사야스
- 사랑은 마시고 노래하며 - 알랭 레네
- 지미스 홀 - 켄 로치
- 3X3D - 피터 그리너웨이 외 2명
- 언어와의 작별 - 장 뤽 고다르
- 맵 투 더 스타 - 데이빗 크로넨버그
- 더 캡티브 - 아톰 에고이안
- 버드맨 - 알레한드로 곤잘레스 이냐리투
- 일대일 - 김기덕
- 서유 - 차이밍량
- 이 땅의 소금 - 빔 벤더스 외 1명

### 비바 오뙤르
- 소년, 소녀 그리고 바다 - 가와세 나오미
- 마미 - 자비에 돌란
- 언 아이 포 뷰티 - 데니 아르캉
- 웰컴 투 뉴욕 - 아벨 페라라
- 어둠 속에서 - 켈리 라이카트
- 클럽 샌드위치 - 페르난도 에임브케
- 페이스 오브 엔젤 - 마이클 윈터바텀
- 릴 퀸퀸 - 브루노 뒤몽
- 홀스 머니 - 페드로 코스타
- 와일드 - 장 마크 발레

### 파노라마
- 더 디스어피어런스 오브 엘레노어 릭비: 힘 - 네드 벤슨
- 더 디스어피어런스 오브 엘레노어 릭비: 허 - 네드 벤슨
- 더 스켈리턴 트윈스 - 크레이그 존슨
- 랜드 호! - 마사 스티븐스 외 1명
- 사랑에 대한 모든 것 - 제임스 마쉬
- 패스튼 유어 시트벨츠 - 페르잔 오즈페텍
- 생 로랑 - 베르트랑 보넬로
- 이프 유 돈트, 아이 윌 - 소피 필리에
- 브레스 - 멜라니 로랑
- 마리즈 스토리 - 장 피에르 아메리
- 라 샴브르 블뢰 - 마티유 아말릭
- 내 이름은... - 아네스 베
- 거룩한 소녀 마리아 - 디트리히 브뤼게만
- 잭 - 에드워드 버거
- 제로 모티베이션 - 탈야 라비
- 엘리펀트 송 - 찰스 비나메

### 새로운 물결
- 위플래쉬 - 데이미언 셔젤
- 더 원더스 - 알리체 로르와커
- 파티 걸 - 마리 아마슈켈리-바르사크
- 걸후드 - 셀린 시아마
- 싸우는 사람들 - 토머스 카일리
- 스틸 라이프 - 우베르토 파솔리니
- 동창회 - 안나 오델
- 그녀와 함께 - 아사프 코르만
- 셀프 메이드 - 쉬라 게픈
- 한공주 - 이수진

### 아시아의 창
- 내일까지 5분전 - 유키사다 이사오
- 세상의 끝에서 커피 한잔 - 치앙시우청
- 카미노 츠키 - 요시다 다이하치
- 심야식당 시즌1 - 마츠오카 조지
- 더 벤쿠버 아사히 - 이시이 유야
- 이별까지 7일 - 이시이 유야
- 더 테너-리리코 스핀토 - 김상만
- 경주 - 장률
- 허공속에 나부끼다 - 응우옌 호앙 디엡
- 스웨이 - 루스 탕
- 세상을 구한 남자 - 셍 탓 리우
- 마르다니 - 프라딥 사카르
- 하이웨이 - 임티아즈 알리
- 원더 마마 - 고지삼
- 닷 2 닷 - 아모스 와이

### 또 다른 시선
- 은밀한 가족 - 알렉산드로스 아브라나스
- 쿠미코, 더 트레져 헌터 - 데이비드 젤너
- 겟, 더 트라이얼 오브 비비안 암살렘 - 로니트 엘카베츠 외 1명
- 옥수수 섬 - 게오르게 오바슈빌리
- 자유낙하 - 기요로기 폴피
- 트라이브 - 미로슬라브 슬라보슈비츠키
- 버드 피플 - 파스칼 페랑
- 변신 - 크리스토프 오노레

### L.G.B.T
- 더 웨이 히 룩스 - 다니엘 리베이로
- 릴팅 - 홍 카우
- 더 써클 - 슈테판 하우트
- 러브 이즈 스트레인지 - 아이라 잭스
- 도희야 - 정주리
- 퀵 체인지 - 에두아르도 로이 주니어

### 미드나잇 익스프레스
- 님포매니악 볼륨1 - 라스 폰 트리에
- 님포매니악 볼륨2 - 라스 폰 트리에
- 사라짐의 순서 - 한스 페터 몰란트
- 웨스턴 리벤지 - 크리스티안 레브링
- 하프웨그 - 제프리 엔트호벤
- 뱀파이어에 관한 아주 특별한 다큐멘터리 - 타이카 와이티티
- 라이프 애프터 베스 - 제프 바에나
- 오픈 윈도우즈 - 나초 비가론도
- 식녀- 쿠이메- - 미이케 다카시

### 애니메이션 킹덤
- 더 콩그레스 - 아리 폴만
- 언트 일다! - 자크 레미 제랄드
- 바다의 노래 - 톰 무어
- 맥덜: 미 앤 마이 맘 - 브라이언 체
- 아키라 - 오토모 가츠히로

### 라이프 앤 레전드
- 펄프: 자비스 코커의 음악인생 - 플로리다 하빅트
- 비요크: 바이오필리아 라이브 - 피터 스트릭랜드 외 1명
- 지구에서의 2만일 - 이아인 포사이스 외 1명
- 조도로브스키즈 듄 - 프랭크 파비치
- 하우 스트레인지 투 비 네임드 페데리코! - 에토레 스콜라
- 더 보이스 오브 소쿠로브 - 리나 킬펠라이넨
- 꿈과 광기의 왕국 - 마미 스나다
- 에프터눈 오브 어 파운: 타나퀼 르 클레르크 - 낸시 부이르스키

### 고전 상영
- 우연한 기회 - 크지슈토프 키에슬로프스키
- 하드 데이즈 나이트 - 리처드 레스터
- 돌리벨을 아시나요 - 에밀 쿠스트리차
- 파리 텍사스 - 빔 벤더스
- 순수의 시대 - 마틴 스코세이지
- 스피킹 파트 - 아톰 에고이안
- 청춘 잔혹 이야기 - 오시마 나기사
- 더 영 원스 - 리 싱

### 트리뷰트
- 이웃집 여인 - 프랑수아 트뤼포
- 마지막 지하철 - 프랑수아 트뤼포
- 아델 H 이야기 - 프랑수아 트뤼포
- 아메리카의 밤 - 프랑수아 트뤼포
- 두 명의 영국 여인과 유럽 대륙 - 프랑수아 트뤼포
- 와일드 차일드 - 프랑수아 트뤼포
- 줄 앤 짐 - 프랑수아 트뤼포
- 400번의 구타 - 프랑수아 트뤼포
- 블루(영어판) - 데릭 저먼
- 에드워드 2세 - 데릭 저먼
- 가든 - 데릭 저먼
- 대영제국의 몰락 - 데릭 저먼
- 카라밧지오 - 데릭 저먼
- 주빌리 - 데릭 저먼
- 세바스찬 - 데릭 저먼 외 1명

### 서프라이즈 필름
- 프라이드 - 매튜 워처스
- 나이트크롤러 - 댄 길로이
- 더 뉴 걸프렌드 - 프랑소와 오종
- 이타카로의 귀환 - 로랑 캉테